# Паринтинс
Паринтинс (порт. Parintins) — муниципалитет в Бразилии, входит в штат Амазонас. Составная часть мезорегиона Центр штата Амазонас. Входит в экономико-статистический микрорегион Паринтинс. Население составляет 102 033 человека на 2010 год. Занимает площадь 5952,04 км². Плотность населения — 17,14 чел./км². Крупнейший населённый пункт амазонского острова Тупинамбарана.
Покровителем города считается Богоматерь ду-Карну.

## История
До завоевания европейцами был населён индейцами племени паринтинтим. Первое поселение имело название Вила-Нова-да-Раинья, с 1880 года оно стало называться Паринтинс. Город основан 15 октября 1852 года.
С 1965 года в Паринтинсе проходит ежегодный Паринтинский фольклорный фестиваль, являющийся одним из крупнейших карнавалов Бразилии.

## Границы
Муниципалитет граничит:
- на севере — муниципалитет Ньямунда
- на востоке — штат Пара
- на юго-западе — муниципалитет Баррейринья
- на западе — муниципалитет Урукуритуба

## Демография
Согласно сведениям, собранным в ходе переписи 2010 г. Национальным институтом географии и статистики (IBGE), население муниципалитета составляет:
| Полное население                               | Полное население                               | Полное население                               | Полное население                               | 102 033 |
| ---------------------------------------------- | ---------------------------------------------- | ---------------------------------------------- | ---------------------------------------------- | ------- |
| в том числе:                                   | Городское население                            | 69 890                                         | Процент городского населения, %                | 68,50   |
|                                                | Сельское население                             | 32 143                                         | Процент сельского населения, %                 | 31,50   |
|                                                | Мужское население                              | 52 304                                         | Процент мужского населения, %                  | 51,26   |
|                                                | Женское население                              | 49 729                                         | Процент женского населения, %                  | 48,74   |
| Плотность населения, чел/км²                   | Плотность населения, чел/км²                   | Плотность населения, чел/км²                   | Плотность населения, чел/км²                   | 17,14   |
| Население муниципалитета в % к населению штата | Население муниципалитета в % к населению штата | Население муниципалитета в % к населению штата | Население муниципалитета в % к населению штата | 2,93    |

По данным оценки 2015 года, население муниципалитета составляет 111 575 жителей.

## Статистика
- Валовой внутренний продукт на 2004 год составляет 280 275 000,00 реалов (данные: Бразильский институт географии и статистики).
- Валовой внутренний продукт на душу населения на 2004 год составляет 2669,00 реалов (данные: Бразильский институт географии и статистики).
- Индекс развития человеческого потенциала на 2000 год составляет 0,702 (данные: Программа развития ООН).

## География
Климат местности: экваториальный. В соответствии с классификацией Кёппена, климат относится к категории Am.

## Административное деление
Муниципалитет состоит из 2 дистриктов:
| № | Наименование дистрикта | Наименование дистрикта (порт.) | Территория, км² | Население, чел.(2010) | Население, чел.(2010) | Население, чел.(2010) | Плотность, чел./км² | Код дистрикта |
| № | Наименование дистрикта | Наименование дистрикта (порт.) | Территория, км² | всего                 | городское             | сельское              | Плотность, чел./км² | Код дистрикта |
| 1 | Паринтинс              | Parintins                      | 4281            | 91 895                | 67 655                | 24 240                | 21,47               | 130340305     |
| 2 | Мокамбу                | Mocambo                        | 1671            | 10 138                | 2235                  | 7903                  | 6,07                | 130340310     |

## Важнейшие населенные пункты
| №  | Населённый пункт         | Населённый пункт (порт.) | Категория         | Население чел. (2010) | На карте                       |
| -- | ------------------------ | ------------------------ | ----------------- | --------------------- | ------------------------------ |
| 1  | Паринтинс                | Parintins                | город             | 67 655                | 2°37′52″ ю. ш. 56°44′03″ з. д. |
| 2  | Мокамбу                  | Mocambo                  | поселок           | 2235                  | 2°27′18″ ю. ш. 57°16′57″ з. д. |
| 3  | Амазония                 | Amazônia                 | поселок           | 2135                  | 2°36′51″ ю. ш. 56°39′50″ з. д. |
| 4  | Кабори                   | Cabori                   | поселок           | 2043                  | 2°27′36″ ю. ш. 57°06′02″ з. д. |
| 5  | Бон-Сокорру              | Bom Socorro              | поселок           | 834                   | 2°40′31″ ю. ш. 56°37′35″ з. д. |
| 6  | Санта-Рита-да-Валерия    | Santa Rita da Valeria    | поселок           | 438                   | 2°28′41″ ю. ш. 56°26′35″ з. д. |
| 7  | Санту-Антониу-ду-Тракажа | Santo Antônio do Tracajá | поселок           | 310                   | 2°48′17″ ю. ш. 56°43′45″ з. д. |
| 8  | Сан-Томе-ду-Мокамбу      | São Tomé do Mocambo      | поселок           | 279                   | 2°25′47″ ю. ш. 57°18′01″ з. д. |
| 9  | Нова-Галилея             | Nova Galiléia            | индейская деревня | 225                   | 3°13′27″ ю. ш. 56°48′42″ з. д. |
| 10 | Батиста                  | Batista                  | индейская деревня | 178                   | 3°13′09″ ю. ш. 56°49′08″ з. д. |
| 11 | Сан-Франсиску            | São Francisco            | индейская деревня | 118                   | 3°09′02″ ю. ш. 56°51′49″ з. д. |
| 12 | Вила-да-Паз              | Vila da Paz              | индейская деревня | 106                   | 3°10′33″ ю. ш. 56°50′37″ з. д. |